# Guida ai confini del mondo
Guida ai confini del mondo (Driven to Extremes) è una serie televisiva, composta da tre documentari, prodotta e trasmessa da Discovery Channel. Ogni episodio vede come protagonisti un attore di Hollywood e un pilota professionista intenti a mettere alla prova la loro resistenza e quella dei loro veicoli in condizioni di guida estreme. In Italia, la serie è stata trasmessa prima della messa in onda originale, sebbene la serie sia stata prodotta negli Stati Uniti.

## Episodi
| Nº | Titolo | Titolo originale | Prima TV USA  | Prima TV Italia |
| -- | ------ | ---------------- | ------------- | --------------- |
| 1  |        | Coldest Road     | 17 marzo 2013 | 14 marzo 2013   |
| 2  |        | Jungle Road      | 24 marzo 2013 | 21 marzo 2013   |
| 3  |        | Hottest Road     | 31 marzo 2013 | 28 marzo 2013   |

### Primo episodio
Nel primo episodio il team di Driven to Extremes capitanato dall'ex pilota di formula 1 Mika Salo e dall'attore Tom Hardy affrontano la strada delle ossa, un percorso di 1000 Km nella siberia dell'est durante l'inverno, con temperature che oscillano tra i 30 e i 50 gradi sotto zero. Il principale nemico della spedizione è ovviamente il freddo che oltre a rendere il terreno scivoloso, comporta una serie di rischi come il congelamento dei fluidi dell'auto (olio e carburante) per questo motivo durante i 4 giorni di spedizione il motore non viene spento mai, nemmeno durante la notte.

### Secondo episodio
Nel secondo episodio alla guida del gruppo ci sono il campione del mondo di superbike Neil Hodgson e l'attore Henry Cavill che dovranno percorrere quasi 1000 Km nel deserto di Taklamakan in Cina e raggiungere il luogo della terra più distante dal mare con temperature che raggiungono i 50 gradi e le insidie di un terreno estremamente mutevole che passa improvvisamente dal rigido letto di un antico fiume alla soffice sabbia delle dune più alte del mondo.